# گوگودان
گوگودان (کره‌ای: 구구단؛ انگلیسی: Gugudan) به صورت gu9udan یا gx9 نیز نوشته می‌شود، گروه دخترانه اهل کره جنوبی بود که در سال ۲۰۱۶ توسط جلی‌فیش انترتینمنت شکل گرفت و اولین گروه دخترانه این کمپانی بود. این گروه در ۲۸ ژوئن ۲۰۱۶ با انتشار نخستین آلبوم چندآهنگه خود فعالیتش را آغاز کرد. گوگودان شامل هشت عضو بود: می‌می، هانا، هه‌بین، نایونگ، سه‌جونگ، سالی، سویی و مینا. گروه در ابتدا نه عضو داشت که هه‌یون در اکتبر ۲۰۱۸ گروه را ترک کرد. پس از دو سال عدم فعالیت گروهی، گوگودان در ۳۱ دسامبر ۲۰۲۰ منحل شد.

## اعضا
- می‌می (کره‌ای: 미미) — وکالیست
- هانا (کره‌ای: 하나) — لیدر، دنسر، وکالیست[۲]
- هه‌بین (کره‌ای: 해빈) — وکالیست
- نایونگ (کره‌ای: 나영) — وکالیست
- سه‌جونگ (کره‌ای: 세정) — وکالیست
- سالی (کره‌ای: 샐리) — دنسر، رپر، وکالیست
- سویی (کره‌ای: 소이) — وکالیست
- مینا (کره‌ای: 미나) — رپر، دنسر، وکالیست
- هه‌یون (کره‌ای: 혜연) — دنسر، وکالیست، رپر